# Gåsespil
Gåsespil er et gammelt brætspil, der består af en bane med et antal felter med fortløbende numre. Felterne er ofte anbragt i et spiralagtigt mønster, og spillerne bevæger deres brikker langs banen baseret på udfaldet af slag med terning. Nogle af felterne viser billedet af en gås, og hvis man lander på sådan et felt, må spilleren yderligere flytte den samme distance, som han flyttede for at komme dertil. Der er også visse andre specialfelter, som gør, at spillerens brik flyttes enten baglæns eller fremad. Den spiller, hvis brik kommer først til det sidste felt, har vundet.
Gåsespil kendes langt tilbage i historien, men oprindelsen er ukendt. Det vides, at det blev spillet i London i 1597. I slutningen af det 19. århundrede blev spillet udgivet kommercielt, og det blev igen udgivet i 1960'erne. Spillet er gennem tiden blevet opfattet som et familiespil, som alle kan være med til.